# Quyền LGBT ở Liên Hợp Quốc
- Các quốc gia không ủng hộ, không phản đối.
- Các quốc gia không phải là thành viên bỏ phiếu của Liên Hợp Quốc.
- Các quốc gia đã phản đối vào năm 2008 và tiếp tục phản đối vào năm 2011.
- Nam Sudan, không phải là thành viên của Liên hợp quốc vào năm 2008.
- Các quốc gia ủng hộ tuyên bố về quyền LGBT trong Đại hội đồng hoặc trong Hội đồng Nhân quyền vào năm 2008 hoặc 2011.

Quyền LGBT ở Liên Hợp Quốc

Các cuộc thảo luận về quyền LGBT ở Liên hợp quốc bao gồm các nghị quyết và tuyên bố chung tại Đại hội đồng Liên hợp quốc và Hội đồng nhân quyền Liên hợp quốc (UNHRC).
Kể từ khi thành lập vào năm 1945, các cơ quan chính trị của Liên hợp quốc đã không thảo luận về quyền của người LGBT (liên quan đến bình đẳng bất kể khuynh hướng tình dục hay bản dạng giới) cho đến năm 1994 thông qua giải quyết vụ Toonen kiện Australia lên Ủy ban Nhân quyền Liên hợp quốc. 
Vào tháng 4 năm 2003, Brazil đã trình bày một dự thảo nghị quyết cấm phân biệt đối xử dựa trên khuynh hướng tình dục lên Ủy ban Nhân quyền của Liên hợp quốc, tuy nhiên không được thông qua.
Vào tháng 9 năm 2014, Brazil, Chile, Colombia và Uruguay đã trình một nghị quyết tại UNHRC. Nghị quyết này có nội dung phản đối những hành vi bạo lực dựa trên xu hướng tình dục và bản dạng giới.
Trong năm 2016, Hội đồng Bảo an Liên hợp quốc đã lên án vụ xả súng ở hộp đêm Orlando (Mỹ); tuyên bố này là lần đầu tiên Hội đồng Bảo an Liên hợp quốc sử dụng ngôn ngữ thừa nhận bạo lực nhắm vào cộng đồng LGBT.
Tính đến năm 2022, hôn nhân đồng giới được thực hiện hợp pháp và được công nhận tại 32 quốc gia thành viên Liên hợp quốc.

## Bối cảnh
| Quan hệ tình dục đồng tính bất hợp pháp. Hình phạt:                          |                                               |
| Tử hình                                                                      | Tù giam; án tử không thi hành                 |
| Tử hình dưới tay dân quân                                                    | Tù giam, bắt giữ hoặc giam giữ                |
| Quản giáo, không bị cưỡng chế1                                               |                                               |
| Quan hệ tình dục đồng tính hợp pháp. Chấp nhận sự chung sống dưới hình thức: |                                               |
| Hôn nhân                                                                     | Hôn nhân ngoài lãnh thổ2                      |
| Kết hợp dân sự                                                               | Giới hạn đối với công dân trong nước          |
| Giới hạn đối với công dân nước ngoài                                         | Chứng nhận có chọn lọc                        |
| Không có                                                                     | Hạn chế ở mức hành vi thể hiện XHTD đồng tính |

Quan hệ đồng giới hiện là bất hợp pháp ở 69 quốc gia và bị tử hình ở 8 quốc gia.
Vào những năm 1980, các báo cáo ban đầu của Liên hợp quốc về HIV/AIDS đã đề cập đến vấn đề đồng tính luyến ái.
Trong quyết định năm 1994 tại Toonen kiện Australia, Ủy ban Nhân quyền Liên hợp quốc - cơ quan chịu trách nhiệm Công ước quốc tế về các quyền dân sự và chính trị (ICCPR) - đã tuyên bố rằng luật hình sự hóa quan hệ đồng giới giữa những người trưởng thành là vi phạm nhân quyền quốc tế pháp luật.
Vào tháng 9 năm 1995, khuynh hướng tình dục trở thành chủ đề tranh luận trong các cuộc đàm phán về Dự thảo Cương lĩnh Hành động Bắc Kinh 1995 tại Hội nghị Thế giới lần thứ 4 về Phụ nữ. Mặc dù ngôn ngữ đề xuất về "xu hướng tình dục" cuối cùng đã bị loại bỏ khỏi văn bản, đây là lần đầu tiên các chính phủ có lập trường công khai và rõ ràng đối với hoặc chống lại việc đưa và công nhận xu hướng tình dục như một phần của quyền kiểm soát tình dục của phụ nữ. Tại hội nghị này, Beverley Palesa Ditsie đã trở thành người đồng tính nữ công khai đầu tiên phát biểu trước Liên hợp quốc về các vấn đề LGBT, kêu gọi các quốc gia thông qua các nghị quyết công nhận sự đa dạng giới tính.
Năm 2003, Brazil đưa ra Nghị quyết tại Ủy ban Nhân quyền Liên hợp quốc, nhấn mạnh rằng quyền con người áp dụng cho tất cả con người bất kể khuynh hướng tình dục. Nghị quyết đã được trì hoãn vô thời hạn (Ủy ban đã ngừng hoạt động vào năm 2006 khi LHQ thay thế nó bằng Hội đồng Nhân quyền). Kể từ năm 2008, 34 quốc gia thành viên của Tổ chức các Quốc gia Châu Mỹ đã nhất trí thông qua một loạt nghị quyết khẳng định việc bảo vệ nhân quyền mở rộng đến khuynh hướng tình dục và bản dạng giới. Kể từ năm 2000, Đại hội đồng LHQ đã đề cập đến khuynh hướng tình dục trong các nghị quyết hai năm một lần về các vụ hành quyết ngoài tư pháp, tóm tắt và tùy tiện, cũng như Ủy ban Nhân quyền trước đây. Sau đó cũng đã đề cập đến việc sử dụng hình phạt tử hình đối với quan hệ tình dục giữa những người trưởng thành trong các nghị quyết hàng năm về hình phạt tử hình từ năm 2002 đến 2005.
Trong những năm gần đây, nghị quyết của Đại hội đồng về các vụ hành quyết cũng đề cập đến bản dạng giới như một cơ sở để bảo vệ.

## Tuyên bố chung
Một loạt các tuyên bố chung về khuynh hướng tình dục và bản dạng giới của các Quốc gia Thành viên tại Đại hội đồng Liên Hợp Quốc và Hội đồng Nhân quyền từ năm 2006 đến năm 2011 cung cấp bằng chứng về sự ủng hộ ngày càng tăng đối với các vấn đề này giữa các Quốc gia Thành viên Liên Hợp Quốc.
Sau các cuộc gặp giữa nhà lãnh đạo vận động quốc tế Louis-Georges Tin và Bộ trưởng Bộ Nhân quyền và Ngoại giao Pháp Rama Yade vào đầu năm 2008, Yade thông báo rằng cô sẽ khiếu nại lên Liên Hợp Quốc về việc phổ cập hóa đồng tính luyến ái; lời kêu gọi nhanh chóng được quốc tế quan tâm. Được đồng bảo trợ bởi Pháp (khi đó giữ chức chủ tịch luân phiên của EU) và Hà Lan thay mặt cho EU, tuyên bố đã được đưa ra như một nghị quyết; nó đã được quyết định sử dụng dạng tuyên bố của một nhóm hạn chế các quốc gia vì không có đủ sự ủng hộ cho việc thông qua thành một nghị quyết chính thức của Đại hội đồng nói chung. Tuyên bố đã được Đại sứ Jorge Argüello của Argentina đọc vào Biên bản Đại hội đồng vào ngày 18 tháng 12 năm 2008 — tuyên bố đầu tiên liên quan đến quyền của người đồng tính được đọc trong Đại hội đồng.

### Ủng hộ
Một số diễn giả phát biểu tại một hội nghị về tuyên bố lưu ý rằng ở nhiều quốc gia, luật chống đồng tính luyến ái xuất phát từ quá khứ thuộc địa của Anh cũng như vì lý do tôn giáo hoặc truyền thống. Lên tiếng ủng hộ dự thảo tuyên bố của Pháp, Rama Yade đặt câu hỏi: "Làm sao chúng ta có thể chịu đựng được thực tế là mọi người bị ném đá, treo cổ, chặt đầu và tra tấn chỉ vì xu hướng tình dục của họ?".

#### Chữ ký
96 quốc gia thành viên của Liên hợp quốc đã bảo trợ tuyên bố ủng hộ quyền của LGBTQ+ trong Đại hội đồng, trong UNHRC hoặc cả hai. Các quốc gia ủng hộ được liệt kê dưới đây.
| Châu Phi - Cape Verde - Trung Phi - Gabon - Guinea-Bissau - Mauritius - Rwanda (trước đây phản đối) - São Tomé và Príncipe - Seychelles - Sierra Leone (trước đây phản đối) - Nam Phi (sáng lập) Châu Mỹ - Argentina - Bahamas - Bolivia - Brazil - Canada - Chile - Colombia (sáng lập) - Costa Rica - Cuba - Dominica - Dominican Republic - Ecuador - El Salvador | - Guatemala - Honduras - Mexico - Nicaragua - Panama - Paraguay - Peru - Hoa Kỳ (sáng lập) - Uruguay - Venezuela Châu Á - Armenia - Cyprus - Gruzia - Israel - Nhật Bản - Mongolia - Nepal - Philippines - Hàn Quốc - Thái Lan - Timor-Leste - Việt Nam Châu Âu - Albania - Andorra | - Áo - Bỉ - Bosnia và Herzegovina - Bulgaria - Croatia - Czech Republic - Đan Mạch - Estonia - Phần Lan - Pháp (sáng lập) - Đức - Hy Lạp - Hungary - Iceland - Ireland - Italy - Latvia - Liechtenstein - Lithuania - Luxembourg - Malta - Moldova - Monaco - Montenegro - Hà Lan (sáng lập) - Bắc Macedonia - Na Uy | - Ba Lan - Portugal - Romania - San Marino - Serbia - Slovakia - Slovenia (sáng lập) - Tây Ban Nha - Thụy Điển - Thụy Sĩ - Ukraine - Vương quốc Anh Châu Đại Dương - Australia - Federated States of Micronesia - Fiji (trước đây phản đối) - Marshall Islands - Nauru - New Zealand - Palau - Samoa - Tuvalu - Vanuatu |

### Phản đối
Trong số những người đầu tiên lên tiếng phản đối tuyên bố, vào đầu tháng 12 năm 2008, là Quan sát viên Thường trực của Tòa thánh tại Liên Hợp Quốc, Đức Tổng Giám mục Celestino Migliore, người đã tuyên bố rằng Tuyên bố chung có thể được sử dụng để buộc các nước công nhận hôn nhân đồng tính: "Nếu được thông qua, chúng sẽ tạo ra sự phân biệt đối xử mới và không thể thay đổi. Ví dụ: các bang không công nhận quan hệ đồng giới là 'hôn nhân' sẽ bị quy kết và trở thành đối tượng gây áp lực". Một phần quan trọng sự phản đối của Vatican đối với dự thảo Tuyên bố liên quan đến khái niệm bản dạng giới. Trong một tuyên bố vào ngày 19 tháng 12, Đức Tổng Giám mục Migliore lưu ý: "Đặc biệt, các khái niệm 'khuynh hướng tình dục' và 'bản dạng giới', được sử dụng trong văn bản, không được công nhận hoặc định nghĩa rõ ràng và được đồng ý trong pháp luật quốc tế. Nếu chúng phải được xem xét trong việc tuyên bố và thực hiện về các quyền cơ bản, những quyền này sẽ tạo ra sự không chắc chắn nghiêm trọng trong luật pháp cũng như làm suy yếu khả năng của các Quốc gia trong việc tham gia và thực thi các công ước và tiêu chuẩn nhân quyền mới và hiện có". Tuy nhiên, Đức Tổng Giám mục Migliore cũng nói rõ sự phản đối của Vatican đối với sự phân biệt đối xử hợp pháp đối với người đồng tính: "Tòa thánh tiếp tục chủ trương rằng nên tránh mọi dấu hiệu phân biệt đối xử bất công đối với người đồng tính và kêu gọi các quốc gia loại bỏ các hình phạt hình sự đối với họ." Trong một phản hồi xã luận, tờ báo La Stampa của Ý gọi lý luận của Vatican là "kỳ cục", cho rằng Vatican sợ một "phản ứng dây chuyền có lợi cho các công đoàn đồng tính luyến ái được công nhận hợp pháp ở các quốc gia, như Ý, nơi hiện không có luật."
Ngoài ra, còn có Hoa Kỳ, Nga, Trung Quốc và các quốc gia thành viên của Tổ chức Hợp tác Hồi giáo (OIC). Đến tháng 2 năm 2019, chính quyền Obama đã thay đổi quan điểm của Hoa Kỳ để ủng hộ Tuyên bố này. Một tuyên bố thay thế, được ủng hộ bởi 57 quốc gia thành viên, đã được đại diện của Syria tại Đại hội đồng đọc. Tuyên bố khác do OIC dẫn đầu đã bác bỏ ý kiến cho rằng xu hướng tình dục là một vấn đề của mã hóa di truyền và nói rằng tuyên bố này đe dọa làm suy yếu khuôn khổ quốc tế về quyền con người", nói thêm "đi sâu vào các vấn đề về cơ bản thuộc thẩm quyền trong nước của các quốc gia" và sẽ dẫn đến "sự bình thường hóa xã hội và có thể là sự hợp pháp hóa, của nhiều hành vi đáng trách bao gồm cả hành vi ấu dâm".
OIC đã thất bại trong một nỗ lực liên quan nhằm xóa cụm từ "khuynh hướng tình dục" khỏi một nghị quyết chính thức do Thụy Điển hậu thuẫn nhằm lên án các vụ hành quyết tóm tắt. Tuy nhiên, gần đây, cụm từ đã bị loại bỏ (với 79 phiếu bầu đến 70) và sau đó được khôi phục (với số phiếu bầu từ 93 đến 55).

#### Chữ ký
Năm 2008, 57 quốc gia thành viên LHQ ban đầu đã đồng lên tiếng phản đối. Ba quốc gia (Fiji, Rwanda và Sierra Leone) sau đó đã chuyển quan điểm ủng hộ nghị quyết ban đầu ủng hộ quyền LGBTQ+ vào năm 2011 nên chỉ còn lại 54 quốc gia phản đối các quyền dành cho LGBTQ+. Danh sách sau đây:
| Châu Phi - Algeria - Benin - Cameroon - Chad - Comoros - Côte d'Ivoire - Djibouti - Ai Cập - Eritrea - Ethiopia - Gambia - Guinea - Kenya - Libya - Malawi - Mali - Mauritania - Morocco - Niger - Nigeria | - Rwandaa - Senegal - Sierra Leonea - Somalia - Sudan - Swaziland - Tanzania - Togo - Tunisia - Uganda - Zimbabwe Châu Mỹ - Saint Lucia Châu Á - Islamic Republic of Afghanistan - Bahrain - Bangladesh - Brunei - Indonesia - Iran | - Iraq - Jordan - Kazakhstan - Kuwait - Lebanon - Malaysia - Maldives - Triều Tiên - Oman - Pakistan - Qatar - Saudi Arabia - Syria (sáng lập) - Tajikistan - Turkmenistan - United Arab Emirates - Yemen Châu Đại Dương - Fijia - Solomon Islands |

^a  Chuyển sang tuyên bố ủng hộ quyền LGBTQ + vào năm 2011.

## Nhóm nòng cốt LGBTI của Liên hợp quốc
Một nhóm không chính thức gồm các Quốc gia Thành viên Liên hợp quốc được thành lập vào năm 2008 để tập trung vào quyền LGBTI giữa các chính phủ. Tính đến năm 2022, nhóm nòng cốt LGBTI+ của LHQ do Argentina và Hà Lan đồng chủ trì và bao gồm Albania, Australia, Bỉ, Bolivia, Brazil, Canada, Cape Verde, Chile, Colombia, Costa Rica, Croatia, Đan Mạch, Ecuador, El Salvador, Pháp, Đức, Honduras, Iceland, Ireland, Israel, Ý, Nhật Bản, Luxembourg, Malta, Mexico, Montenegro, Nepal, New Zealand, Bắc Macedonia, Na Uy, Peru, Nam Phi, Tây Ban Nha, Vương quốc Anh, Hoa Kỳ, Uruguay, Liên minh Châu Âu (với tư cách là quan sát viên), cũng như Văn phòng Cao ủy Nhân quyền Liên hợp quốc (cơ quan điều hành Liên hợp quốc) và hai tổ chức phi chính phủ: Tổ chức Theo dõi Nhân quyền và Hành động OutRight International.
|                    | Quốc gia/Lãnh thổ/Bang |
| ------------------ | --- |
| Không bất hợp pháp | Danh sách - Aruba, Hà Lan - Benin - Burkina Faso - Campuchia - Cộng hòa Trung Phi - Quần đảo Cocos (Keeling), Úc - Congo - Cộng hòa Dân chủ Congo - Quần đảo Christmas, Úc - Curaçao, Hà Lan - Djibouti - Guinea Xích Đạo - Polynesia thuộc Pháp, Pháp - Indonesia - Bờ Biển Ngà - Lào - Madagascar - Mali - Mayotte, Pháp - Micronesia - New Caledonia, Pháp - Niger - Triều Tiên - Rwanda - Sint Maarten, Hà Lan - Hàn Quốc - Philippines - Ba Lan - Đài Loan - Việt Nam - Wallis and Futuna, Pháp |
| Thế kỷ 18          | Danh sách - 1791: Andorra - Vương quốc Pháp (bao gồm Guadeloupe, French Guiana, Martinique, San Barthélemy, Saint Martin, và Saint Pierre và Miquelon) - Saint-Domingue (Haiti) - 1793: Monaco - 1794: Luxembourg - 1795: Bỉ - 1798: Geneva, Thụy Sĩ - Ticino, Thụy Sĩ - Vaud, Thụy Sĩ - Valais, Thụy Sĩ |
| Thế kỷ 19          | Danh sách - 1811: Hà Lan - 1822: Cộng hòa Dominican - El Salvador - 1830: Empire of Brasil - 1832: Bolivia - 1853: Argentina - 1858: Đế quốc Ottoman (Thổ Nhĩ Kỳ) - 1864: San Marino - 1869: Dutch Guiana (Suriname) - 1871: Guatemala - Mexico - 1880: Đế quốc Nhật Bản - Paraguay - 1890: Vương quốc Ý - Thành Vatican - 1899: Honduras |
| Thế kỷ 20          | Danh sách - 1924: Peru - 1933: Đan Mạch (bao gồm Greenland và Đảo Faroe) - 1934: Uruguay - 1940: Vương quốc Iceland - 1942: Thụy Sĩ (toàn quốc) - 1944: Thụy Điển - 1951: Hy Lạp - Jordan - West Bank, Palestine - 1956: Thái Lan - 1961: Hungary - 1962: Tiệp Khắc - Illinois, Hoa Kỳ - 1967: England and Wales, Vương quốc Anh - 1968: Bulgaria - Đông Đức - 1969: Canada - Tây Đức - 1971: Áo - Connecticut, Hoa Kỳ - Costa Rica - Phần Lan - 1972: Colorado, Hoa Kỳ - Oregon, Hoa Kỳ - Na Uy - 1973: Delaware, Hoa Kỳ - Hawaii, Hoa Kỳ - Malta - North Dakota, Hoa Kỳ - 1974: Massachusetts, Hoa Kỳ - Ohio, Hoa Kỳ - 1975: Đông Timor - New Hampshire, Hoa Kỳ - New Mexico, Hoa Kỳ - South Australia, Úc - 1976: Lãnh thổ Thủ đô Úc, Úc - Bahrain - California, Hoa Kỳ - Indiana, Hoa Kỳ - Maine, Hoa Kỳ - Washington, Hoa Kỳ - West Virginia, Hoa Kỳ - 1977: Cộng hòa Xã hội Chủ nghĩa Croatia - Cộng hòa Xã hội Chủ nghĩa Montengro - Cộng hòa Xã hội Chủ Nghĩa Slovenia - South Dakota, Hoa Kỳ - Vermont, Hoa Kỳ - Wyoming, Hoa Kỳ - 1978: Guam, Hoa Kỳ - Iowa, Hoa Kỳ - Nebraska, Hoa Kỳ - New Jersey, Hoa Kỳ - 1979: Cuba - Tây Ban Nha - 1980: Samoa thuộc Mỹ, Hoa Kỳ - New York, Hoa Kỳ - Pennsylvania, Hoa Kỳ - 1981: Colombia - Scotland, Vương quốc Anh - Victoria, Úc - 1982: Bắc Ireland, Vương quốc Anh - 1983: Guernsey, Vương quốc Anh - Quần đảo Bắc Mariana, Hoa Kỳ - Lãnh thổ Bắc Úc, Úc - Bồ Đào Nha - Wisconsin, Hoa Kỳ - 1984: New South Wales, Úc - 1985: Quần đảo Virgin thuộc Mỹ, Hoa Kỳ - 1986: New Zealand - 1988: Israel - 1989: Quần đảo Falkland, Vương quốc Anh - Liechtenstein - 1990: Jersey, Vương quốc Anh - Western Australia, Úc - 1991: Bahamas - Abkhazia - Hồng Kông thuộc Anh - Queensland, Úc - Nam Ossetia - Ukraine - 1992: Estonia - Đảo Man, Vương quốc Anh - Kentucky, Hoa Kỳ - Latvia - 1993: Washington, D.C., Hoa Kỳ - Gibraltar, Vương quốc Anh - Guiné-Bissau - Ireland - Litva - Mông Cổ - Nevada, Hoa Kỳ - Đảo Norfolk, Úc - Nga - 1994: Tỉnh tự trị Kosovo và Metohija - Belarus - Bermuda, Vương quốc Anh - Cộng hòa Serbia - 1995: Albania - Moldova - 1996: Liên bang Bosna và Hercegovina, Bosna và Hercegovina - Macau thuộc Bồ Đào Nha - Bắc Macedonia - Romania - Tennessee, Hoa Kỳ - 1997: Trung Quốc - Ecuador - Montana, Hoa Kỳ - Tasmania, Úc - Venezuela - 1998: Síp - Georgia, Hoa Kỳ - Kazakhstan - Kyrgyzstan - Republika Srpska, Bosna và Hercegovina - Rhode Island, Hoa Kỳ - Nam Phi - Tajikistan - 1999: Chile - Maryland, Hoa Kỳ - 2000: Akrotiri và Dhekelia, Vương quốc Anh - Cộng hòa Artsakh - Azerbaijan - Gruzia |
| Thế kỷ 21          | Danh sách - 2001: Anguilla, Vương quốc Anh - Arizona, Hoa Kỳ - Brčko District, Bosna và Hercegovina - Quần đảo Virgin thuộc Anh, Vương quốc Anh - Quần đảo Cayman, Vương quốc Anh - Minnesota, Hoa Kỳ - Montserrat, Vương quốc Anh - Saint Helena, Ascension và Tristan da Cunha, Vương quốc Anh - Quần đảo Pitcairn, Vương quốc Anh - Quần đảo Turks và Caicos, Vương quốc Anh - 2002: Arkansas, Hoa Kỳ - Transnistria - 2003: Armenia - Iraq - Hoa Kỳ (toàn quốc) - 2004: Cabo Verde - 2005: Quần đảo Marshall - 2007: Nepal - Niue, New Zealand - Tokelau, New Zealand - Vanuatu - 2008: Nicaragua - Panama - 2010: Fiji - 2012: Lesotho - São Tomé và Príncipe - 2014: Bắc Síp - Palau - 2015: Mozambique - 2016: Belize - Nauru - Seychelles - 2018: Ấn Độ - Trinidad và Tobago - 2019: Angola - Botswana - 2020: Gabon - Bhutan |
|                    | Lưu ý - Lưu ý rằng trong khi mẫu này liệt kê một số quốc gia lịch sử, như Vương quốc Pháp, Tiệp Khắc, Đông Đức, v.v., để rõ ràng, các lá cờ được hiển thị là cờ hiện đại. |

## Hội đồng nhân quyền Liên Hợp Quốc
Một nghị quyết do Nam Phi đệ trình yêu cầu một nghiên cứu về phân biệt đối xử và khuynh hướng tình dục (A/HRC/17/19) đã được thông qua, từ 23 đến 19, với 3 phiếu trắng, tại UNHRC vào ngày 17 tháng 6 năm 2011. Đây là lần đầu tiên bất kỳ cơ quan nào của Liên hợp quốc thông qua một nghị quyết khẳng định quyền của những người LGBTQ+.
| Khu vực châu Phi (13) · Nam Phi sáng lập - Angola — Phản đối - Burkina Faso — Không ủng hộ, không phản đối - Cameroon — Phản đối - Djibouti — Phản đối - Gabon — No - Ghana — Phản đối - Libya — Bị cấm - Mauritania — Phản đối - Mauritius — Ủng hộ - Nigeria — Phản đối - Senegal — Phản đối - Uganda — Phản đối - Zambia — Không ủng hộ, không phản đối | Khu vực châu Á (13) - Bahrain — Phản đối - Bangladesh — Phản đối - Trung Quốc — Không ủng hộ, không phản đối - Nhật Bản — Ủng hộ - Jordan — Phản đối - Kyrgyzstan — Absent - Malaysia — Phản đối - Maldives — Phản đối - Hàn Quốc — Ủng hộ - Pakistan — Phản đối - Qatar — Phản đối - Saudi Arabia — Phản đối - Thái Lan — Ủng hộ | Khu vực Đông Âu (6) - Hungary — Ủng hộ - Ba Lan — Ủng hộ - Moldova — Phản đối - Nga — Phản đối - Slovakia — Ủng hộ - Ukraine — Ủng hộ | Khu vực Mỹ Latinh & Caribe (8) - Argentina — Ủng hộ - Brazil — Ủng hộ - Chile — Ủng hộ - Cuba — Ủng hộ - Ecuador — Ủng hộ - Guatemala — Ủng hộ - Mexico — Ủng hộ - Uruguay — Ủng hộ | Khu vực Tây Âu & khác (7) - Bỉ — Ủng hộ - Pháp — Ủng hộ - Na Uy — Ủng hộ - Tây Ban Nha — Ủng hộ - Thụy Sĩ — Ủng hộ - Vương quốc Anh — Ủng hộ - Hoa Kỳ — Ủng hộ |

Báo cáo của Cao ủy, được công bố vào tháng 12 năm 2011, cho thấy bạo lực đối với những người LGBTQ+ vẫn còn phổ biến và xác nhận rằng "76 quốc gia giữ nguyên luật dùng để hình sự hóa mọi người vì khuynh hướng tình dục hoặc bản dạng giới" (đoạn 40), và rằng "Tại ít nhất 5 quốc gia, hình phạt tử hình có thể được áp dụng cho những người bị kết tội vi phạm liên quan đến hành vi đồng tính luyến ái ở người trưởng thành" (đoạn 45).
Báo cáo của Cao ủy đã dẫn đến một cuộc thảo luận của Ban Hội đồng Nhân quyền vào tháng 3 năm 2012. Bản chất chia rẽ của LHQ (và đặc biệt là Hội đồng) một lần nữa lại được thể hiện rõ. Cựu Tổng thư ký Liên Hợp Quốc Ban Ki-moon mô tả bạo lực và phân biệt đối xử dựa trên xu hướng tình dục là "một thảm kịch lớn đối với những người bị ảnh hưởng và là vết nhơ đối với ý thức tập thể" (đoạn 3) và nhiều người khác cũng lên tiếng lo ngại tương tự. Tuy nhiên, "Một số quốc gia đã ra hiệu phản đối bất kỳ cuộc thảo luận nào về khuynh hướng tình dục và bản dạng giới bằng cách rời khỏi phòng họp Hội đồng khi bắt đầu cuộc họp" và "Một số quốc gia đã lên tiếng phản đối vì lý do văn hóa hoặc tôn giáo, hoặc cho rằng tình dục định hướng và bản dạng giới là những khái niệm mới nằm ngoài khuôn khổ của luật nhân quyền quốc tế "(đoạn 11).
UNHRC đã thông qua nghị quyết thứ hai liên quan đến khuynh hướng tình dục và bản dạng giới vào ngày 26 tháng 9 năm 2014. Ngoài những điều khác, nghị quyết yêu cầu một báo cáo từ Văn phòng Cao ủy Nhân quyền về các phương pháp hay nhất để chống phân biệt đối xử dựa trên khuynh hướng tình dục hoặc bản dạng giới. Nó được thông qua bởi một cuộc bỏ phiếu từ 25 đến 14, đánh dấu lần đầu tiên UNHRC thông qua một nghị quyết về xu hướng tình dục và bản dạng giới với đa số thành viên của nó.
| Khu vực châu Phi (13) · Nam Phi sáng lập - Algeria — Phản đối - Benin — Không ủng hộ, không phản đối - Botswana — Phản đối - Burkina Faso — Không ủng hộ, không phản đối - Congo — Không ủng hộ, không phản đối - Cote d'Ivoire — Phản đối - Ethiopia — Phản đối - Gabon — Phản đối - Kenya — Phản đối - Morocco — Phản đối - Namibia — Không ủng hộ, không phản đối - Sierra Leone — Không ủng hộ, không phản đối - Nam Phi — Ủng hộ | Khu vực châu Á (13) - Trung Quốc — Không ủng hộ, không phản đối - Ấn Độ — Không ủng hộ, không phản đối - Indonesia — Phản đối - Nhật Bản — Ủng hộ - Kazakhstan — Không ủng hộ, không phản đối - Kuwait — Phản đối - Maldives — Phản đối - Pakistan — Phản đối - Philippines — Ủng hộ - Hàn Quốc — Ủng hộ - Saudi Arabia — Phản đối - United Arab Emirates — Phản đối - Việt Nam — Ủng hộ | Khu vực Đông Âu (6) - Czech Republic — Ủng hộ - Estonia — Ủng hộ - Montenegro — Ủng hộ - Romania — Ủng hộ - Nga — Phản đối - Macedonia — Ủng hộ | Khu vực Mỹ Latinh & Caribe (8) - Argentina — Ủng hộ - Brazil — Ủng hộ - Chile — Ủng hộ - Cuba — Ủng hộ - Costa Rica — Ủng hộ - Mexico — Ủng hộ - Peru — Ủng hộ - Venezuela — Ủng hộ | Khu vực Tây Âu & khác (7) - Áo — Ủng hộ - Pháp — Ủng hộ - Đức — Ủng hộ - Ireland — Ủng hộ - Italy — Ủng hộ - Vương quốc Anh — Ủng hộ - Hoa Kỳ — Ủng hộ |

## Các cơ quan và tổ chức của Liên hợp quốc
Các cơ quan và tổ chức trong hệ thống Liên Hợp Quốc đã ngày càng giải quyết các vấn đề nhân quyền liên quan đến khuynh hướng tình dục, bản dạng giới và tình trạng xen kẽ trong những năm gần đây. Một cột mốc quan trọng và ban đầu là vào năm 1994 khi Tổ chức Y tế Thế giới làm rõ rằng đồng tính không phải là một rối loạn cũng không phải là một căn bệnh khi nó loại bỏ xu hướng tình dục khỏi Bảng phân loại bệnh tật quốc tế.
Kể từ đó, các tổ chức khác của Liên Hợp Quốc đã nỗ lực lồng ghép các vấn đề liên quan đến người LGBTI vào công việc của họ, bao gồm OHCHR, Chương trình Phát triển Liên hợp quốc (UNDP), Quỹ Nhi đồng Liên hợp quốc (UNICEF), Tổ chức Giáo dục, Khoa học và Văn hóa Liên Hợp Quốc (UNESCO), Văn phòng Cao ủy Liên hợp quốc về người tị nạn (UNHCR), Tổ chức Lao động Quốc tế (ILO), Quỹ Dân số Liên hợp quốc (UNFPA) và Chương trình phối hợp của Liên hợp quốc về HIV/AIDS (UNAIDS). Ví dụ, vào năm 2013, ILO đã ban hành kết quả của một nghiên cứu thí điểm về phân biệt đối xử trên cơ sở xu hướng tình dục và bản dạng giới; trong năm 2014, UNDP đã phát hành tài liệu thảo luận về sức khỏe và quyền con người của người chuyển giới; cũng trong năm đó, UNICEF đã xuất bản một bài báo về xóa bỏ phân biệt đối xử đối với trẻ em và cha mẹ dựa trên khuynh hướng tình dục và/hoặc bản dạng giới ; và kể từ năm 2013, OHCHR đã dành những nỗ lực không ngừng để tạo ra một chiến dịch nâng cao nhận thức đa hướng, tự do & bình đẳng, liên quan đến quyền con người của những người LGBTI.
Năm 2014, OHCHR, UNDP, UNFPA, UNHCR, UNICEF, Phụ nữ Liên Hợp Quốc, ILO, UNESCO, WHO, Ngân hàng Thế giới và UNAIDS đã ban hành một báo cáo chung cung cấp một bản báo cáo tổng hợp về công việc của các cơ quan của Liên hợp quốc trong việc chống phân biệt đối xử và bạo lực dựa trên khuynh hướng tình dục và bản dạng giới cũng như các công việc liên quan hỗ trợ cộng đồng LGBTI trên toàn thế giới, cùng với danh sách liên hệ của các đầu mối trong mỗi cơ quan của Liên hợp quốc và các liên kết và tham chiếu đến các tài liệu, báo cáo và các tài liệu khác có thể được tham khảo để biết thêm thông tin.
Năm 2015, ILO, OHCHR, UNAIDS, UNDP, UNESCO, UNFPA, UNHCR, UNICEF, UNODC, UN Women, WFP và WHO đã ban hành một tuyên bố chung kêu gọi các quốc gia hành động khẩn cấp để chấm dứt bạo lực và phân biệt đối xử đối với người lớn, thanh thiếu niên và trẻ em LGBTI.